# Atwater (Minnesota)
Atwater é uma cidade localizada no estado americano de Minnesota, no Condado de Kandiyohi.

## Demografia
Segundo o censo americano de 2000, a sua população era de 1079 habitantes. 
Em 2006, foi estimada uma população de 1034, um decréscimo de 45 (-4.2%).

## Geografia
De acordo com o United States Census Bureau tem uma área de 
2,8 km², dos quais 2,7 km² cobertos por terra e 0,1 km² cobertos por água. Atwater localiza-se a aproximadamente 372 m acima do nível do mar.

## Localidades na vizinhança
O diagrama seguinte representa as localidades num raio de 24 km ao redor de Atwater. 